# Барти, Билли
Би́лли Ба́рти (англ. Billy Barty; 25 октября 1924, Милсборо, Пенсильвания — 23 декабря 2000, Глендейл, Калифорния) — американский актёр кино и телевидения, актёр озвучивания, изредка исполнял песни в фильмах. Всегда играл специфические роли, так как его рост во взрослом возрасте составлял 114 см в связи с генетическим нарушением хрящево-волосяная гипоплазия.

## Биография
Уильям Джон Бертанцетти (настоящее имя актёра) родился 25 октября 1924 года в поселении Милсборо (Пенсильвания, США). Отца звали Альберт Стивен, мать — Эллен Сесиал Бертанцетти, она имела итальянские корни, сестра — Дид (после брака — Морс). Барти и вся его семья были последователями Церкви Иисуса Христа Святых последних дней (мормонами).
Впервые на экране Барти появился когда ему ещё не было и трёх лет. С 1927 по 1937 год он снялся в 73 фильмах, большинство из которых были короткометражными о приключениях Микки Макгира. Затем в карьере юного актёра случился заметный перерыв: следующий раз он появился лишь в 1946 году в массовке фильма «Три мудрых глупца», а затем полноценно продолжил свою кинокарьеру с 1950 года, когда ему уже было 26 лет. Барти регулярно снимался до самой своей смерти в 2000 году.
Барти был активным борцом за права низкорослых людей, как он. В частности, он неоднократно вступал в конфликты со своим французским коллегой Эрве Вильшезом, который предпочитал называть таких как они лилипутами. В 1957 году Барти основал организацию «Маленькие люди Америки» — это стала первая организация подобного рода в Северной Америке. Она успешно продолжила существовать и после смерти основателя, по состоянию на 2010 год в ней состояли около 6800 человек.
В 1990 году на Билли Барти двумя сценаристами, Уильямом Уинклером и Уорреном Тейлором, были раздельно поданы «малые судебные иски» за невыплаченные им гонорары. Суд удовлетворил требования истцов и взыскал с Барти 1328 долларов в первом случае и 428 долларов во втором.
30 ноября 2000 года Барти был госпитализирован в связи с жалобами на сердце и лёгкие. Скончался актёр через три недели, 23 декабря, в больнице Глендейла (Калифорния) от сердечной недостаточности.

### Личная жизнь
24 февраля 1962 года Билли Барти женился на женщине по имени Ширли Болингброук. Пара прожила вместе всю жизнь, 38 лет, до самой смерти актёра в 2000 году. От брака остались двое детей: Лори Нильсон и Брэден (род. 1970), который стал малоизвестным продюсером, кинооператором, ассистентом режиссёра и киномонтажёром.

## Награды, номинации, признание
Золотая малина (номинации)
- 1982 — в категории «Худший второстепенный актёр» за роль в фильме «Под радугой»[англ.].
- 1988 — в категории «Худший второстепенный актёр» за роль в фильме «Властелины вселенной».
- 1989 — в категории «Худший второстепенный актёр» за роль в фильме «Уиллоу».

Прочие
- 1981 — Stinkers Bad Movie Awards в категории «Худший второстепенный актёр» за роль в фильме «Под радугой» — номинация.
- 1981 — Stinkers Bad Movie Awards в категории «Самый раздражающий фальшивый акцент актёра» за роль в фильме «Под радугой» — победа.
- 1981, 1 июля — звезда на Голливудской Аллее славы за вклад в развитие телевидения (6922, Голливудский бульвар)[8].

## Избранная фильмография
За 60 лет кинокарьеры Билли Барти снялся в 197 фильмах (из них 62 короткометражных) и сериалах, в 27 случаях он не был указан в титрах.

### Широкий экран

#### Детские роли
В титрах не указан, если не указано иное
- 1931 — Длинноногий папочка[англ.] / Daddy Long Legs — сирота Билли
- 1933 — Золотоискатели 1933 года[англ.] / Gold Diggers of 1933 — мальчик
- 1933 — Парад в огнях рампы[англ.] / Footlight Parade — мышонок / мальчик
- 1933 — Римские скандалы[англ.] / Roman Scandals — маленький Эдди
- 1933 — Алиса в Стране чудес / Alice in Wonderland — белая пешка / мальчик
- 1935 — Невеста Франкенштейна / Bride of Frankenstein — мальчик
- 1935 — Сон в летнюю ночь / A Midsummer Night's Dream — эльф Горчичное Семечко (в титрах указан)
- 1937 — Ничего святого / Nothing Sacred — мальчик, кусающий лодыжку Уолли Кука

#### Взрослые роли
- 1953 — Клоун[англ.] / The Clown — Билли, лилипут с Кони-Айленда
- 1957 — Не мёртвые[англ.] / The Undead — чертёнок
- 1962 — Чудесный мир братьев Гримм[англ.] / The Wonderful World of the Brothers Grimm — придворный шут (в титрах не указан)
- 1962 — Джамбо Билли Роуза[англ.] / Billy Rose's Jumbo — клоун Джои
- 1964 — Рабочий по найму / Roustabout — Билли (в титрах не указан)
- 1965 — Каникулы в гареме / Harum Scarum — Баба
- 1967 — Опасные похождения Полин[англ.] / The Perils of Pauline — лидер пигмеев (в титрах не указан)
- 1970 — Пафнстаф[англ.] / Pufnstuf — суслик Гуги / пеликан Орвилл
- 1975 — День саранчи[англ.] / The Day of the Locust — Эйб Касич
- 1975 — Шестизарядная Энни[англ.] / Sixpack Annie — доставщик пирога (в титрах не указан)
- 1976 — У. К. Филдс и я[англ.] / W. C. Fields and Me — Людвиг
- 1976 — Вон Тон Тон — собака, которая спасла Голливуд / Won Ton Ton, the Dog Who Saved Hollywood — ассистент режиссёра
- 1978 — Кроличий тест[англ.] / Rabbit Test — Лестер
- 1978 — Грязная игра / Foul Play — Дж. Дж. Маккуэн
- 1979 — Сила огня / Firepower — Доминик Карбоун
- 1979 — Скейттаун, США / Skatetown, U.S.A. — Джимми
- 1980 — Тяжкий труд[англ.] / Hardly Working — Сэмми
- 1981 — Под радугой[англ.] / Under the Rainbow — Отто Криглинг
- 1984 — Ночной патруль / Night Patrol — капитан Льюис
- 1985 — Легенда / Legend — Сумасброд
- 1986 — Крутые ребята / Tough Guys — Филли
- 1986 — Удар туловищем[англ.] / Body Slam — Тим Маккласки
- 1987 — Румпельштильцхен[англ.] / Rumpelstiltskin — Румпельштильцхен
- 1987 — Белоснежка[англ.] / Snow White — Идди
- 1987 — Властелины вселенной / Masters of the Universe — Гвилдор
- 1988 — Уиллоу / Willow — Высокий Олдвин
- 1989 — Человек-краб с Марса / Lobster Man from Mars — мистер Трокмортон
- 1989 — Ультравысокая частота / UHF — Нудлс Макинтош
- 1991 — Жизнь — дерьмо / Life Stinks — Уилли
- 1992 — Голая правда / The Naked Truth — посыльный
- 1997 — Гори, Голливуд, гори / An Alan Smithee Film: Burn Hollywood Burn — в роли самого себя

### Телевидение
- 1952—1953, 1959, 1962—1963, 1967, 1969—1970 — Шоу Реда Скелтона[англ.] / The Red Skelton Show — разные роли (в 11 выпусках)
- 1954 — Шоу Спайка Джонса[англ.] / The Spike Jones Show — разные роли (в 18 эпизодах)
- 1956—1957 — Мальчик-циркач[англ.] / Circus Boy — Маленький Том (в 3 эпизодах)
- 1958—1961 — Питер Ганн[англ.] / Peter Gunn — Бэбби (в 8 эпизодах)
- 1970—1971 — Бугалус[англ.] / The Bugaloos — светлячок Спарки (в 17 эпизодах)
- 1973 — Зигмунд и морские чудовища[англ.] / Sigmund and the Sea Monsters — Зигмунд Уз (в 15 эпизодах)
- 1976 — Доктор Шринкер[англ.] / Dr. Shrinker — Хьюго (в 16 эпизодах)
- 1990 — Невеста насилия / Vendetta: Secrets of a Mafia Bride — Виктор (в 3 эпизодах)

### Озвучивание
- 1986 — Дикий огонь[англ.] / Wildfire — Дуидл (в 9 эпизодах)
- 1990 — Спасатели в Австралии / The Rescuers Down Under — мышь-приманка

### Исполнение песен
- 1933 — Золотоискатели 1933 года[англ.] / Gold Diggers of 1933 — «Pettin' in the Park» (в титрах не указан)
- 1978 — Роллеры Бэй-Сити встречают Субботних супер-звёзд / The Bay City Rollers Meet the Saturday Superstars — «Be Bop a Lula» и «Jailhouse Rock» (т/ф)
- 1987 — Румпельштильцхен[англ.] / Rumpelstiltskin — «My Name is Rumpelstiltskin»
- 1987 — Белоснежка[англ.] / Snow White — «Iddy, Biddy Names»
- 1994 — Убийства на радио / Radioland Murders — «That Old Black Magic»